# Дарњи
Дарњи (фр. Dargnies) насеље је и општина у североисточној Француској у региону Пикардија, у департману Сома која припада префектури Абевил.
По подацима из 2011. године у општини је живело 1324 становника, а густина насељености је износила 360,76 становника/km². Општина се простире на површини од 3,67 km². Налази се на средњој надморској висини од 118 метара (максималној 129 m, а минималној 81 m).

## Демографија
| 1962. | 1968. | 1975. | 1982. | 1990. | 1999. | 2011. |
| ----- | ----- | ----- | ----- | ----- | ----- | ----- |
| 1.199 | 1.347 | 1.455 | 1.388 | 1.481 | 1.443 | 1.324 |

График промене броја становника у току последњих година